# Микел Сума
Микел Сума или Михаел Сома (на латински: Michael Somma, Summa) е католически духовник от XVIII век, прелат на Римокатолическата църква.

## Биография
Роден е в 1692 година в албанско католическо семейство в Балба, Сапенска епархия. На 28 октомври 1718 година е ръкоположен за свещеник. На 15 ноември 1728 година е назначен за архиепископ на Скопие. В 1729 година в църквата „Христос Спасител“ във Велия драчкият архиепископ Пиетро Скура го ръкополага за скопски архиепископ.
В 1728 година по време на Голямата турска война Сума започва преговори с автрийците, но е издаден пред османските власти и принуден да бяга в Австрия към края на 1736 година. В същата година посещава Осиек. Н 1737 година се връща в албанските планини, където оглавява антиосманско въстание. Въпреки че австрийците се оттеглят, албанците се съпротивляват още три години.
Преди 23 септември 1743 година Сума подава оставка. Умира на 20 ноември 1777 година.